# Arthur Sorin
Arthur Sorin (Laval, 1º novembre 1985) è un ex calciatore francese, di ruolo difensore.

## Carriera
Ha giocato nella massima serie dei campionati svedese e danese.